# Silent Hunter
Pour les articles homonymes, voir Hunter.
Silent Hunter est une série de jeux vidéo de simulation de sous-marins initiée par Strategic Simulations et reprise par Ubisoft.

## Titres
- Silent Hunter (1996)
- Silent Hunter II (2001)
- Silent Hunter III (2005)
- Silent Hunter 4: Wolves of the Pacific (2007)
- Silent Hunter 5: Battle of the Atlantic (2010)

Jeux dérivés
- Silent Hunter Mobile (2010)[1]
- Silent Hunter U-Boat Aces (2010)[2]
- Silent Hunter Online (annoncé)